# Canton de Neuillé-Pont-Pierre
Le canton de Neuillé-Pont-Pierre est un ancien canton français situé dans le département d'Indre-et-Loire et la région Centre.

## Administration

### Conseillers d'arrondissement (de 1833 à 1940)
| Période                                  | Période | Identité                                           | Étiquette | Qualité |
| ---------------------------------------- | ------- | -------------------------------------------------- | --------- | --- |
| 1833                                     | 1839    | Jean Maurice du Plessis                            |           | Propriétaire à Saint-Antoine-du-Rocher                                                                      |
|                                          |         |                                                    |           | |
| 1842                                     | 1848    | Joseph Octave Chicoyneau de La Valette (1796-1886) |           | Maire de Neuillé-Pont-Pierre                                                                                |
|                                          |         |                                                    |           | |
| avant 1883                               |         | M. Paumier                                         |           | Docteur-médecin                                                                                             |
|                                          |         |                                                    |           | |
| 1919                                     | 1931    | Émile Langlois                                     |           | Maire de Cerelles, Président du Conseil d'arrondissement                                                    |
| 1931                                     | 1937    | Honoré Gasnier                                     |           | Instituteur en retraite, maire de Rouziers-de-Touraine                                                      |
| 1937                                     | 1940    | André Bénardeau (1869-1956)                        | Radical   | Propriétaire à Semblançay                                                                                   |
| 1940                                     |         |                                                    |           | Les conseils d'arrondissement ont été suspendus par la loi du 12 octobre 1940 et n'ont jamais été réactivés |
| Les données manquantes sont à compléter. |         |                                                    |           | |

### Conseillers généraux de 1833 à 2015
| Période | Période                   | Identité                                                          | Étiquette            | Qualité |
| ------- | ------------------------- | ----------------------------------------------------------------- | -------------------- | --- |
| 1833    | 1842                      | Jacques Louis Aubry de la Borde (1774-1854)                       |                      | Maire de Saint-Antoine (1830-1842) |
| 1842    | 1848                      | Alfred de la Bonninière de Beaumont (d)                           |                      | Propriétaire à Sonzay |
| 1848    | 1852                      | Édouard Ferdinand de La Bonninère, vicomte de Beaumont-Vassy (sv) |                      | Ancien Préfet Ancien Maître des requêtes au Conseil d'État Propriétaire à Joué-lès-Tours                                                                      |
| 1852    | 1885 (décès)              | Georges-Eugène Houssard                                           | Conservateur         | Avocat, propriétaire Maire de Chanceaux-sur-Choisille puis de Cerelles Président du Conseil Général (1871) Député (1868-1870, 1871-1876) Sénateur (1876-1879) |
| 1885    | 1900 (décès)              | Georges Houssard (fils du précédent)                              | Républicain rallié   | Avocat au barreau de Tours, maire de Sonzay |
| 1900    | 1915 (décès)              | Antoine Belle                                                     | Rad.                 | Avocat Député (1876-1889) - Sénateur (1894-1915) Président du Conseil général                                                                                 |
| 1919    | 1942 (démission d'office) | Louis-Adrien Proust                                               | Rad.                 | Magistrat Maire de Neuillé-Pont-Pierre (1908-1942) Député (1919-1936) Révoqué par le Gouvernement de Vichy                                                    |
|         |                           |                                                                   |                      | |
| 1943    | 1945                      | Georges Chançay                                                   |                      | Président de la délégation spéciale de Neuillé-Pont-Pierre Nommé conseiller départemental en 1942                                                             |
|         |                           |                                                                   |                      | |
| 1945    | 1970                      | Jacques Vassor                                                    | CNIP                 | Agriculteur Député (1951-1958) - Sénateur (1959-1974) Maire de Saint-Antoine-du-Rocher                                                                        |
| 1970    | 1973                      | Pierre de Beaumont                                                | Rad. puis UDF-Rad.   | Conseiller du commerce extérieur Adjoint au maire de Louestault (1966-1970) puis maire de Beaumont-la-Ronce (1978-1983)                                       |
| 1973    | 1979                      | Roger Ribadeau-Dumas                                              | UDR-RPR              | Banquier, industriel Ancien Maire de Saint-Antoine-du-Rocher (1953-1959) Député de la Drôme (1959-1973)                                                       |
| 1979    | 2008                      | Joël Pélicot                                                      | DVG puis UDF puis NC | Médecin généraliste Maire de Charentilly Suppléant du député Philippe Briand (2002-2007)                                                                      |
| 2008    | 2015                      | Dominique Lachaud                                                 | PS                   | Médecin généraliste Ancien adjoint au Maire de Tours Vice-Président du Conseil Général                                                                        |

## Composition
Le canton de Neuillé-Pont-Pierre regroupait les communes suivantes :
- Beaumont-la-Ronce
- Cerelles
- Charentilly
- Neuillé-Pont-Pierre
- Pernay
- Rouziers-de-Touraine
- Saint-Antoine-du-Rocher
- Saint-Roch
- Semblançay
- Sonzay

## Démographie
| 1962  | 1968  | 1975  | 1982  | 1990  | 1999   | 2006   | 2011   | 2012   |
| ----- | ----- | ----- | ----- | ----- | ------ | ------ | ------ | ------ |
| 7 178 | 7 037 | 7 187 | 8 298 | 9 893 | 11 409 | 13 087 | 13 897 | 14 067 |

### Sources
1. ↑  « Journal des débats politiques et littéraires », sur Gallica, 31 août 1848 (consulté le 2 juin 2020).
2. ↑  « Ministère de la culture - Base Léonore », sur culture.gouv.fr (consulté le 11 avril 2023).
3. ↑  « Journal officiel de la République française. Lois et décrets », sur Gallica, 8 juillet 1885 (consulté le 2 juin 2020).
4. ↑  « Ministère de la culture - Base Léonore », sur culture.gouv.fr (consulté le 11 avril 2023).
5. ↑  « Journal officiel de la République française. Lois et décrets », sur Gallica, 25 janvier 1900 (consulté le 2 juin 2020).
6. ↑  « Journal officiel de la République française. Lois et décrets », sur Gallica, 13 mars 1900 (consulté le 2 juin 2020).
7. ↑  « Le Temps », sur Gallica, 14 mars 1942 (consulté le 2 juin 2020).
8. ↑  Journal officiel de la République française. Lois et décrets, parution 23 mai 1943, (en ligne).
9. ↑  « [titre manquant] », sur La Nouvelle République du Centre-Ouest (consulté le 2 juin 2020).
10. ↑  Structure de la population du canton de 1968 à l'année de la dernière population légale connue
11. ↑  Fiches Insee - Populations légales du canton pour les années 2006, 2011, 2012